# Камаїсі

39°16′33″ пн. ш. 141°53′8″ сх. д. / 39.27583° пн. ш. 141.88556° сх. д.
Камаї́сі (яп. 釜石市, かまいしし, МФА: [kama.iɕi̥ ɕi]) — місто в Японії, в префектурі Івате.

## Короткі відомості
Розташоване в південно-східній частині префектури, на березі Тихого океану, в районі заток Камаїсі та Рьоїсі. Виникло на основі промислового поселення раннього нового часу, що займалося видобутком залізної руди та виробництвом заліза на руднику Камаїсі. 1857 року стало місцем спорудження першого в Японії новітнього сталеварного заводу європейського типу. Отримало статус міста 5 травня 1937 року. Основою економіки є чорна металургія, рибальство, вилов лосося та абалонів. Станом на 1 жовтня 2007 площа міста становила 441,42 км². Станом на 1 вересня 2008 населення міста становило 40 693 осіб.